# Borovice blatka
Borovice blatka (Pinus uncinata subsp. uliginosa, syn. Pinus rotundata) je středoevropský endemit, který společně s borovicí lesní (Pinus sylvestris) vytváří unikátní rašelinné lesy. V České republice se přirozeně vyskytuje na Třeboňsku a na šumavských rašeliništích (viz např. Rašeliniště Kapličky) a Slavkovském lese, na Moravě na Rejvízu v Hrubém Jeseníku.

## Synonyma
- Pinus rotundata Link.
- Pinus hartenbergiensis Liebich
- Pinus mugo var. uncinata Fenaroli
- Pinus montana var. uncinata Pilg.
- Pinus mugo subsp. rotundata (Link) Janchen & H. Neumayer
- Pinus mugo subsp. uncinata var. rotundata (Link) Domin
- Pinus uliginosa Neumann ex Wimm.
- Pinus uncinata var. rotundata (Link) Antoine
- borovice pyrenejská blatka[1]
- blatka bažinná[1]
- borovice rašelinná[1]
- borovice slaťová[1]

## Systematické členění
O taxonomické zařazení borovice blatky se vedou spory: bývá označována jako poddruh borovice zobanité (Pinus uncinata), nebo jako samostatný druh (Pinus rotundata). Někteří dokonce oba poddruhy, borovici pyrenejskou a blatku, považují za poddruhy druhu Pinus mugo Turra.
V moderní literatuře převládá označení blatky jako poddruh borovice zobanité.
Systematické členění pojímající blatku jako poddruh borovice zobanité:
Pinus uncinata Ramond ex DC., 1805 – borovice zobanitá
U této borovice se rozlišují dvě subspecie:
- 1) Pinus uncinata subsp. uncinata Rajone, 1805 – borovice pyrenejská
- 2) Pinus uncinata subsp. uliginosa (Neumann ex Wimm.) Businský – borovice blatka (b. bažinná)

## Rozšíření
Tento poddruh (resp. druh) vykazuje nejmenší areál rozšíření a největší ekologickou specializaci v rámci agregátu P. mugo. Vyskytuje se jen v prostoru podél severního úpatí a dále na sever od masívu Alp, s těžištěm v jihozápadních a jižních Čechách. Nejzápadnější výskyt je v pohoří Schwarzwald v jihozápadním Německu, nejseverněji ve střední části Krušných hor (Božídarské rašeliniště) a v polském Kladsku. Na východě Hrubý Jeseník (Rejvíz). Jde o poddruh specializovaný na rašeliniště zejména přechodového typu. Polykormní jedinci, vyskytující se hojně na rašeliništích v jihozápadních Čechách, patří k mezidruhovým křížencům tohoto druhu s klečí (Pinus mugo).

## Vzhled
Vzhledem je velice podobná borovici lesní, s níž navíc snadno vytváří křížence (stejně jako s klečí (Pinus mugo), takže najít porost čistých blatek je leckdy obtížné i v místech jejich přirozeného a teoreticky hojného výskytu. Druh je považován za kriticky ohrožený vzhledem k úbytku přirozených stanovišť a nebezpečně rozsáhlému rozřeďování jeho genomu křížením.
Pokud není ovlivněna mezidruhovou hybridizací, je to v dospělosti strom střední výšky (12–20 m), monokormní, vzpřímený, s kuželovitou a kompaktní korunou. Šišky jsou 2,7–5,4 cm dlouhé, kuželovité až vejčité, slabě zygomorfní. Pupek (umbo) má krátký se slabě zahnutým ostnem. Na rozdíl od borovice lesní a jejích kříženců, u kterých je stopka koneletů (jednoletých šištic) ohnutá, mají její konelety přímou stopku.

## Využití
S ohledem na to, že se jedná o ohroženou populaci, je většina nalezišť tohoto taxonu v Česku chráněna. V poslední době bývá pro svůj kompaktní habitus hojně využívána v okrasných zahradách a parkových výsadbách.